# Tjeckoslovakien i olympiska vinterspelen 1932
Tjeckoslovakien deltog med sex deltagare vid de olympiska vinterspelen 1932 i Lake Placid. Ingen av landets deltagare erövrade någon medalj.